# San Miguel (Buenos Aires)
San Miguel és una localitat de la zona oest del Gran Buenos Aires, província de Buenos Aires, Argentina, i és la capçalera del partit de Sant Miquel.
Tenia 157.532 habitants (INDEC, 2001), cosa que la situa com la localitat més poblada del partit amb un 62% del total.